# Phyllospadix
Phyllospadix é um género botânico pertencente à família Zosteraceae.
1. ↑  «Phyllospadix — World Flora Online». www.worldfloraonline.org. Consultado em 19 de agosto de 2020